# Brezovica pri Mirni
Brezovica pri Mirni je naselje u slovenskoj Općini Mirna. Brezovica pri Mirni se nalazi u pokrajini Dolenjskoj i statističkoj regiji Jugoistočnoj Sloveniji. 

## Stanovništvo
Prema popisu stanovništva iz 2002. godine naselje je imalo 117 stanovnika.